# ألوي اربورسنس

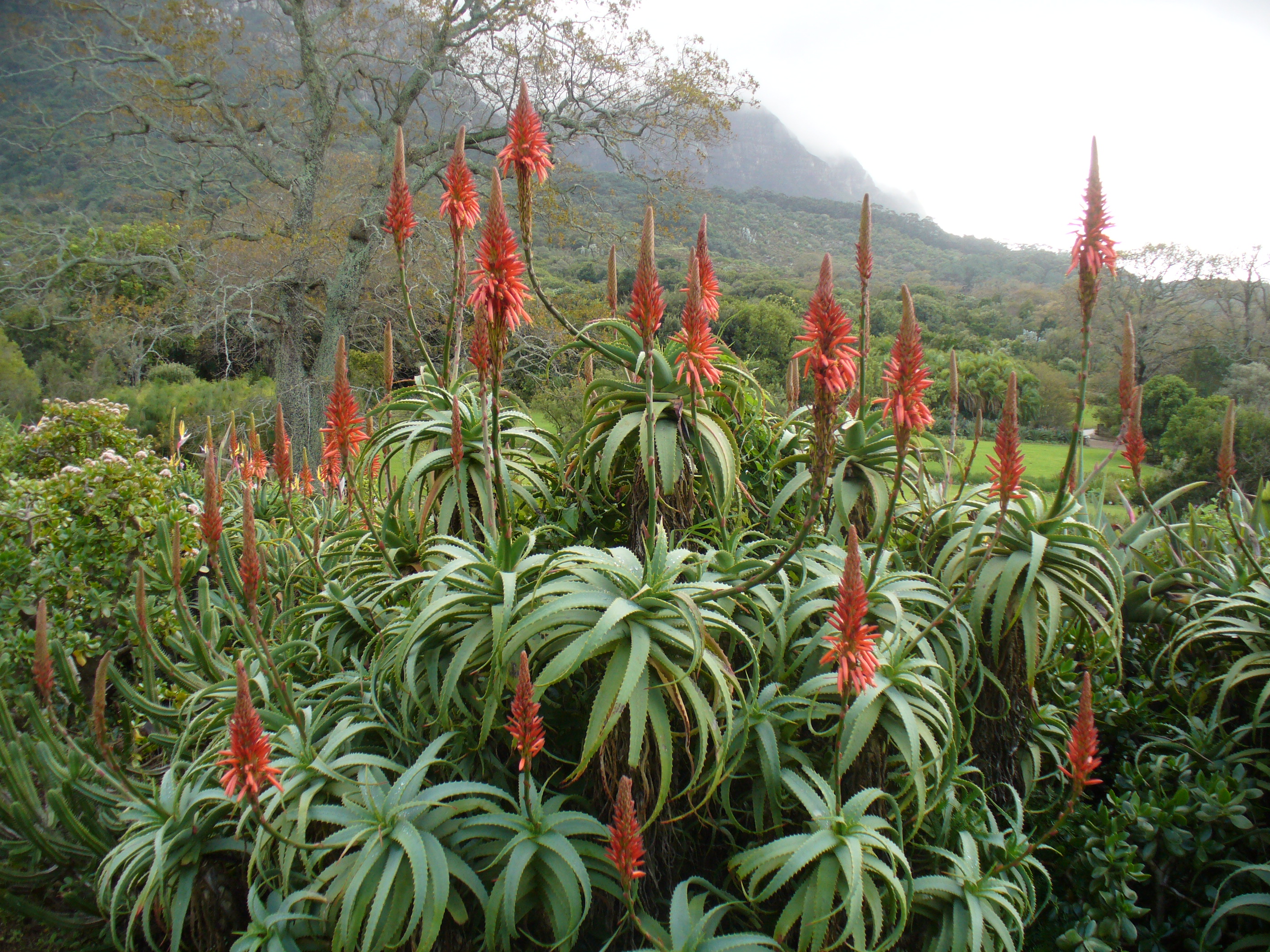

ألوي اربورسنس (الاسم العلمي: Aloe  arborescens)، هو نبات ينتمي إلى (فصيلة: Xanthorrhoeaceae).